# 2MASS J00384398+1343395
2MASS J00384398+1343395 ist ein kühler Zwerg im Sternbild Fische, das ungefähr der Spektralklasse L1 angehört und eine Eigenbewegung von 0,076 Bogensekunden pro Jahr aufweist. Das Objekt wurde im Rahmen einer im Jahr 2002 von Hawley et al. publizierten Arbeit als L-Zwerg identifiziert.